# Maureen O’Sullivan (Schauspielerin)

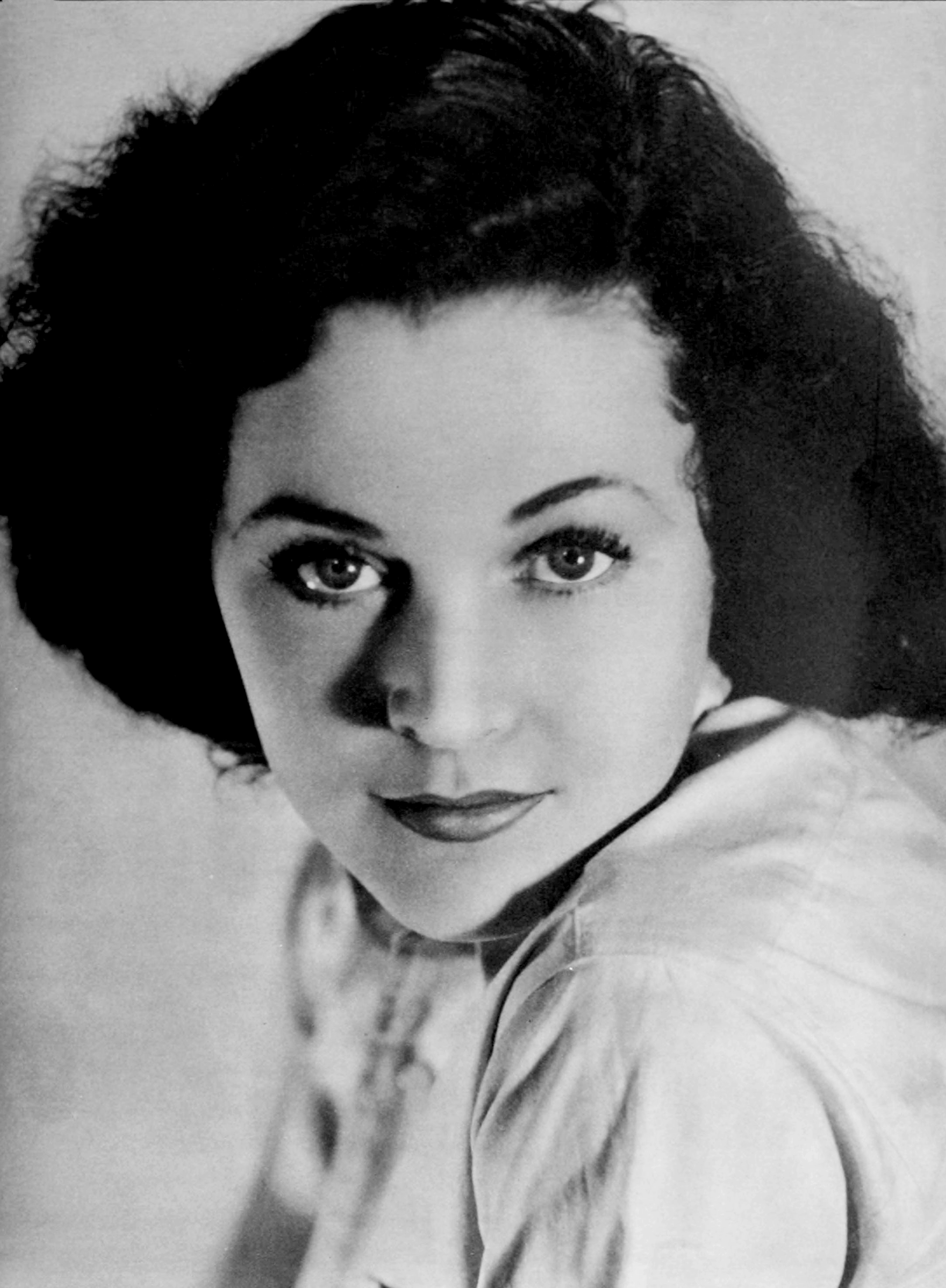
Maureen O’Sullivan, Foto von Elmer Russell Ball, 1934

Maureen Paula O’Sullivan (* 17. Mai 1911 in Boyle, Irland; † 23. Juni 1998 in Scottsdale, Arizona) war eine irisch-US-amerikanische Schauspielerin, die durch die Rolle der Jane in insgesamt sechs Tarzan-Filmen mit Johnny Weissmüller berühmt wurde.

## Leben
Maureen O’Sullivan wurde in der irischen Stadt Boyle als Tochter eines Majors der britischen Armee geboren. Aus einer katholischen Familie stammend, absolvierte sie ihre Schulausbildung an Klosterschulen in London, Paris und Dublin. Am Convent of the Sacred Heart zählte auch die junge Vivien Leigh zu ihren Klassenkameradinnen. Schon früh wollte die gutaussehende O’Sullivan Schauspielerin werden. Mit 18 Jahren wurde sie während einer Pferdeshow von Hollywood-Regisseur Frank Borzage entdeckt, der gerade in Dublin den Film Song o’ My Heart drehte. Borzage gab ihr eine größere Nebenrolle in Song o’ My Heart und nahm sie schließlich nach Hollywood mit. Sie drehte dort weitere Filme für 20th Century Fox, ehe sie sich mit dem Studio zerstritt. Nach ihrem Bruch mit Fox erhielt sie durch den Filmproduzenten Irving Thalberg einen Vertrag beim damals größten Filmstudio Metro-Goldwyn-Mayer.
Thalberg betraute O’Sullivan im Jahr 1932 mit der Rolle der Urwaldschönheit Jane in Tarzan, der Affenmensch an der Seite von Schwimmerstar Johnny Weissmueller. Der Film wurde ein Kassenschlager und die beiden Hauptdarsteller über Nacht berühmt. O’Sullivan spielte die Rolle der Jane von 1932 bis 1942 in insgesamt sechs Tarzan-Filmen. Ihre Darstellung definierte auch spätere Interpretationen dieser Figur maßgeblich. In den ersten beiden Filmen war sie sehr freizügig gekleidet, doch mit Einführung des Hays Codes schritt die Zensurbehörde ein, sodass ihre Kleider fortan länger waren. 
Abseits der Tarzan-Filme war sie populär in der Rolle der Naiven, etwa in der Krimikomödie Der dünne Mann (1934) neben William Powell und Myrna Loy sowie an der Seite der Marx Brothers in Ein Tag beim Rennen (1937). Mitte der 1930er Jahre übernahm sie auch Nebenrollen in ernsten Dramen, etwa als Kitty in Anna Karenina mit Greta Garbo nach dem gleichnamigen Roman von Leo Tolstoi sowie in der aufwendigen Dickens-Literaturverfilmung David Copperfield. Obwohl sie insbesondere für ihre Darstellung der kindlichen und unselbstständigen Dora Spenlow in David Copperfield exzellente Kritiken erhielt, bekam sie danach nur wenige Angebote für ernsthafte Rollen. 1938 war O’Sullivan in der teilweise von F. Scott Fitzgerald verfassten britischen Filmkomödie Der Lausbub aus Amerika neben Robert Taylor zu sehen. In Robert Z. Leonards Stolz und Vorurteil nach dem gleichnamigen Roman von Jane Austen übernahm sie die Rolle der Jane Bennett.

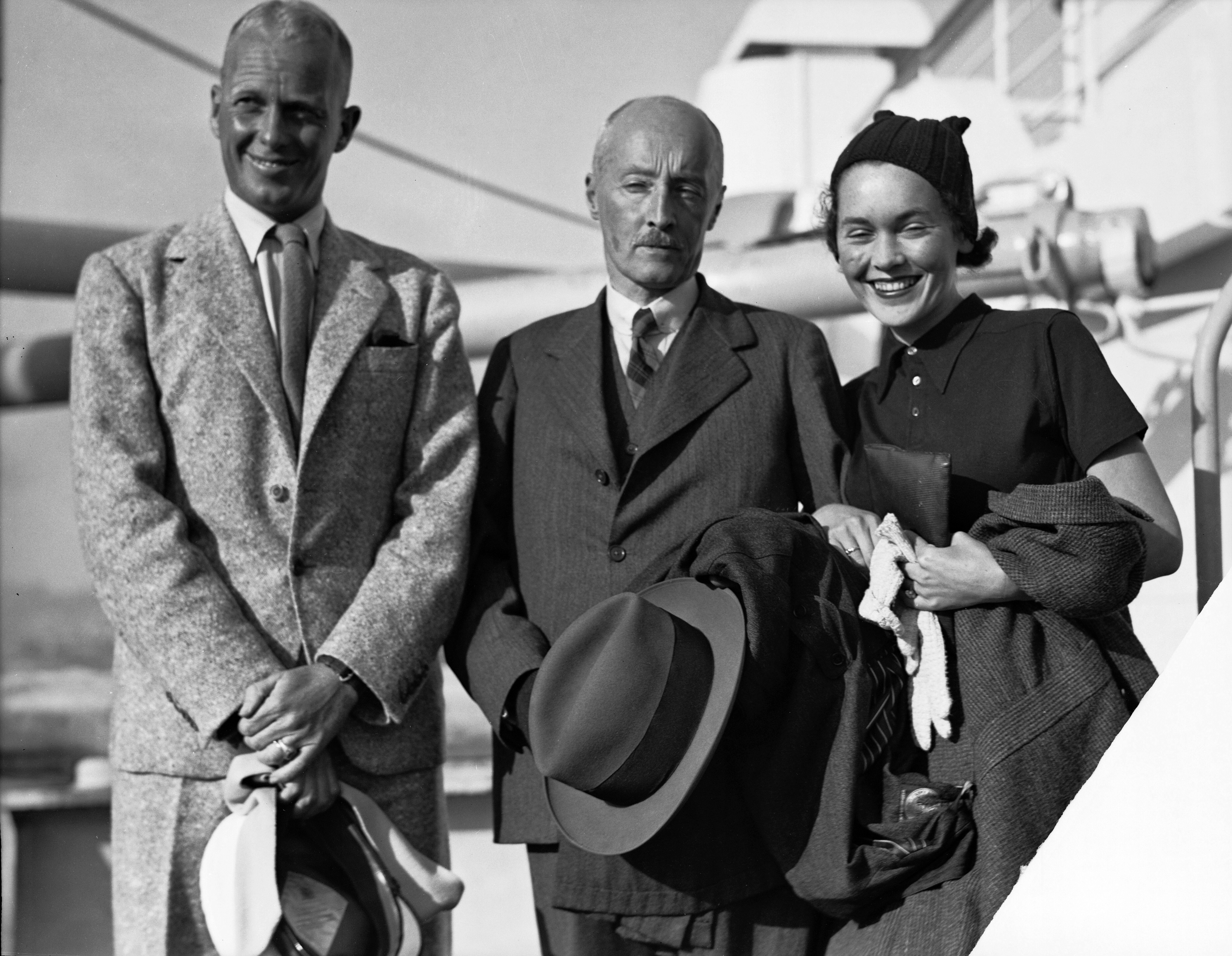
Maureen O’Sullivan mit ihrem späteren Mann John Farrow (links) und ihrem Vater Charles J. O’Sullivan (1934)

Nach ihrem letzten Auftritt als Jane im Jahr 1942 zog sich O’Sullivan vorübergehend aus dem Filmgeschäft zurück. Sie widmete sich vor allem der Erziehung ihrer sieben Kinder, darunter die Schauspielerinnen Tisa und Mia Farrow. Bereits 1936 hatte sie den australischen Drehbuchautor und Filmregisseur John Farrow geheiratet. Nach John Farrows Tod im Jahr 1963 war sie von 1983 bis zu ihrem Tod 1998 mit dem Geschäftsmann James Cushing verheiratet. Als Frank Sinatra in den 1960er Jahren Mia Farrow heiratete und so zeitweise O’Sullivans Schwiegersohn wurde, sagte diese über Sinatra, der nur vier Jahre jünger als sie selbst war: “At his age, he should marry me!” (deutsch: „In seinem Alter sollte er mich heiraten!“).
Gelegentlich kehrte O’Sullivan wieder zur Schauspielerei zurück, so hatte sie unter der Regie ihres Ehemanns 1948 einen größeren Auftritt im Thriller Spiel mit dem Tode. Doch erst Ende der 1950er Jahre begann O’Sullivan, sich wieder verstärkt ihrer Schauspielkarriere zu widmen. Sie spielte in ganz Amerika in vielen Theaterproduktionen, unter anderem viele Male am Broadway. Dort feierte sie 1962 einen großen Erfolg mit der Hauptrolle in der Komödie Never Too Late. Zusätzlich absolvierte sie immer wieder Auftritte in Film und Fernsehen. So verkörperte sie 1986 in Francis Ford Coppolas Peggy Sue hat geheiratet die Großmutter von Hauptdarstellerin Kathleen Turner. Ebenfalls 1986 trat sie unter der Regie von Woody Allen, dem damaligen Lebenspartner ihrer Tochter Mia, in Hannah und ihre Schwestern auf, wo sie auch im Film die Mutter von Mia Farrow verkörperte. 1987 spielte sie eine der Hauptrollen in Allens Film September. Allen war mit dem Ergebnis jedoch so unzufrieden, dass er den Film mit anderen Darstellern erneut drehte. Nach der skandalträchtigen Trennung Allens von ihrer Tochter nannte O’Sullivan diesen öffentlich „einen verzweifelten und bösartigen Mann“ (“a desperate and evil man”).
Ihre letzte Rolle übernahm O’Sullivan im Jahr 1994 als Mordopfer in einem Fernsehfilm der Serie Hart aber herzlich. Sie verstarb 1998 im Alter von 87 Jahren nach einer Herzoperation. Für ihr filmisches Wirken bekam sie einen Stern auf dem Hollywood Walk of Fame.

## Filmografie (Auswahl)
- 1930: Song o’ My Heart
- 1930: Just Imagine
- 1930: Princess and the Plumber
- 1931: Ein Radiotraum (A Connecticut Yankee)
- 1932: Die Sklavin der schwarzen Geier (Robbers’ Roost)
- 1932: Tarzan, der Affenmensch (Tarzan the Ape Man)
- 1932: Skyscraper Souls
- 1932: Okay, America!
- 1932: Zahlungsaufschub (Payment Deferred)
- 1933: Die Hafen-Annie (Tugboat Annie)
- 1933: The Cohens and Kelly in Trouble
- 1934: Tarzans Vergeltung (Tarzan and His Mate)
- 1934: Der dünne Mann (The Thin Man)
- 1934: Hide-Out
- 1934: The Barretts of Wimpole Street
- 1935: David Copperfield
- 1935: Kardinal Richelieu (Cardinal Richelieu)
- 1935: Helden von heute (West Point of the Air)
- 1935: Der Polizeibericht meldet … (Woman Wanted)
- 1935: Anna Karenina
- 1936: The Voice of Bugle Ann
- 1936: Die Teufelspuppe (The Devil Doll)
- 1936: Tarzans Rache (Tarzan Escapes)
- 1937: Die Marx Brothers: Ein Tag beim Rennen (A Day at the Races)
- 1937: Finale in Sankt Petersburg (The Emperor’s Candlesticks)
- 1937: Der Arzt und die Frauen (Between Two Women)
- 1937: My Dear Miss Aldrich
- 1938: Der Lausbub aus Amerika (A Yank in Oxford)
- 1938: Hold That Kiss
- 1938: Schnelle Fäuste (The Crowd Roars)
- 1939: Laßt uns leben (Let Us Live!)
- 1939: Tarzan und sein Sohn (Tarzan Finds a Son!)
- 1940: Stolz und Vorurteil (Pride and Prejudice)
- 1941: Tarzans geheimer Schatz (Tarzan’s Secret Treasure)
- 1942: Tarzans Abenteuer in New York (Tarzan’s New York Adventure)
- 1948: Spiel mit dem Tode (The Big Clock)
- 1950: Where Danger Lives
- 1952: Bonzo Goes to College
- 1953: All meine Sehnsucht (All I Desire)
- 1957: Um Kopf und Kragen (The Tall T)
- 1958: Der Tod reitet mit (Wild Heritage)
- 1965: Das Baby und der Haustyrann (Never Too Late)
- 1976: Die großen Houdinis (The Great Houdinis) (Fernsehfilm)
- 1979: Mandy’s Grandmother (Kurzfilm)
- 1986: Hannah und ihre Schwestern (Hannah and Her Sisters)
- 1986: Peggy Sue hat geheiratet (Peggy Sue Got Married)
- 1987: Gestrandet (Stranded)
- 1988: Good Ole Boy: A Delta Boyhood
- 1992: Das Haus der Drachen (The Habitation of Dragons) (Fernsehfilm)
- 1994: Hart aber herzlich: Tod einer Freundin (Hart to Hart: Home Is Where the Hart Is) (Fernsehfilm)